# Johnny O'Clock
Johnny O'Clock és una pel·lícula negra estatunidenca de 1947 dirigida per Robert Rossen i protagonitzada per Dick Powell, Evelyn Keyes, Lee J. Cobb i Ellen Drew. Va ser distribuïda per Columbia Pictures. Està doblada al català.

## Argument
En Johnny O'Clock és un soci en un casino de luxe amb Guido Marchettis. Complicant la seva llarga relació laboral està la dona d'en Guido, la Nelle, que està enamorada d'en Johnny. Li regala a aquest un car rellotge de butxaca personalitzat, bessó d'un regal d'aniversari que li va regalar al seu marit, excepte que el de Johnny té una inscripció romàntica gravada a la part posterior.
Johnny dona el rellotge, juntament amb una nota de rebuig, a la Harriet Hobson, una noia que treballa al casino, perquè el torni a la Nelle. La Harriet, però, sembla que es suïcida amb gas. La seva germana Nancy apareix per esbrinar què va passar. Se sent atreta per en Johnny. Finalment s'assabenten per l'inspector de policia Koch que la Harriet va ser assassinada per verí.
La Harriet estava sortint amb en Chuck Blayden, un policia corrupte que intenta convèncer en Guido perquè el deixi ocupar el lloc d'en Johnny. Quan Blayden també apareix mort, en Koch sospita que en Johnny o en Marchettis són els responsables.
Encara que en Johnny intenta resistir-se, a poc a poc s'enamora de la Nancy. Quan en Koch ensenya el rellotge i la nota, en Johnny li diu a la Nancy que la seva relació ha acabat i la porta a l'aeroport. Mentre s'allunya, però, sobreviu per poc a un tiroteig, i la Nancy s'adona que només estava intentant protegir-la i es nega a deixar-lo.
En Johnny decideix fugir a Sud-amèrica amb la Nancy, però no abans d'agafar la seva part del casino. En Marchettis treu una pistola quan en Johnny li gira l'esquena. Es disparen; Marchettis mor i Johnny resulta ferit. Després, la Nelle s'ofereix a testificar que va ser en legítima defensa, però només si ell tornarà amb ella. Ell es nega, així que ella li diu a en Koch que va ser un assassinat a sang freda. El primer instint de Johnny és fugir, però la Nancy el convenç de lliurar-se.

## Repartiment
- Dick Powell com Johnny O'Clock
- Evelyn Keyes com Nancy Hobson
- Lee J. Cobb com Inspector Koch
- Ellen Drew com Nelle Marchettis
- Nina Foch com Harriet Hobson
- Thomas Gomez com Guido Marchettis
- John Kellogg com Charlie
- Jim Bannon com Chuck Blayden
- Mabel Paige com inquilí
- Phil Brown com Phil
- Jeff Chandler com Turk (sense acreditar)
- Robin Raymond com noia (sense acreditar)

## Producció
La pel·lícula es va basar en una història original de Milton Holmes. Els drets van ser comprats per Columbia, que originalment va intentar assignar el projecte a Charles Vidor que es va negar (cosa que va sorgir més tard quan Vidor va demandar Columbia). Evelyn Keyes va rebre el protagonisme femení. Lee J. Cobb va ser manllevat de la 20th Century Fox per fer un paper de suport. Thomas Gomez va ser manllevat d'Universal.
Dick Powell va actuar a la ràdio amb Jeff Chandler i va quedar impressionat pel jove actor. Chandler va recordar més tard: "Va ser Dick qui em va portar a Columbia i va dir a tots els que l'escoltessin: "Aquest nen hauria d'estar en pel·lícules". Finalment, un executiu li va mirar una mica que va dir: "Està bé... --- ---, el posarem a les teves". I així va ser com vaig arribar a participar com a jugador en una seqüència del joc de cartes".

## Recepció crítica
Kine Weekly va dir: "Està poblada d'un colorit assortiment de personatges vitals i fascinants, i aquests, manipulats amb habilitat per l'autor i el director, permeten que la pel·lícula trepitgi l'aigua de manera eficaç. La bufetada final el rescata del "vermell". Excel·lentment posada en escena i diàleg amb intel·ligència, no tindrà grans dificultats per viure amb el seu títol increïblement poc atractiu".
Monthly Film Bulletin va dir: "La pel·lícula es mou a un ritme ràpid, el diàleg és suau i les caracteritzacions generalment efectives. Dick Powell i Evelyn Keyes encapçalen el repartiment de manera experta, mentre que el detectiu és interpretat amb considerable aplom per aquesta personalitat individual, Lee J. Cobb. "
Richard Brody de The New Yorker va assenyalar: "Aquesta pel·lícula negra concisa i tensa se centra en els conflictes romàntics i professionals del personatge principal, el cervell criminal (interpretat per Dick Powell) darrere d'un elegant casino il·legal. L'escriptor i director de la pel·lícula, Robert Rossen, crea un joc d'escacs multidimensional, per a un joc mortal, entre Johnny, el seu cap (Thomas Gomez), la dona del seu cap (Ellen Drew), un inspector de policia enganyós (Lee J. Cobb) i una actriu (Evelyn Keyes) la seva germana de la qual (Nina Foch) va treballar al casino i va sortir amb un detectiu corrupte (Jim Bannon). El guió càusticament epigramàtic, els gestos d'amor i amenaça suaument controlats de l'elenc i les imatges emocionants i contundents de Rossen (així com la seva consciència política) fan d'aquest espectacle combatiu però complicat un clàssic amagat del gènere".
Variety va elogiar la pel·lícula, escrivint: "Aquesta és intel·ligent, amb una atenció al guió, el càsting i el treball de càmera que l'eleva per sobre de la mitjana. Té acció i suspens, i certs tocs ràpids d'humor per afegir sabor. Les actuacions de Dick Powell, com a supervisor d'una casa d'apostes, i Lee J. Cobb, com a inspector de policia, també fan pujar la qualificació;... Tot i que la trama segueix un patró familiar, les caracteritzacions són fresques i les actuacions prou bones com per sobreequilibrar-se. El diàleg és concís i tòpic, evitant el toc sentimental i fals. Els angles de càmera inusuals apareixen de tant en tant per augmentar l'interès i parar momentàniament l'ull. El fort joc d'equip de Robert Rossen, que es dobla com a director i guionista, i Milton Holmes, escriptor original i productor associat, també ajuda a fer que aquesta sigui una producció fluida."
El crític de cinema Bosley Crowther va donar a la pel·lícula una crítica mixta, criticant-la pel seu ritme lent, i va escriure: "Però la lentitud i la confusió general de la trama durant dos terços de la pel·lícula no genera una emoció notable, i la superficialitat del misteri com a qui està fent tota la matança l'allibera de qualsevol gran suspens. Es tracta principalment de veure com el senyor Powell passa amb estil mentre un gran repartiment d'actors i actrius li donen el suport habitual. Evelyn Keyes interpreta la bona dama que porta treu el millor d'ell i Ellen Drew és la guineu elegant i espurna que el fa caure en els embussos. Thomas Gomez és gras com el dolent i Lee J. Cobb fa un altre gir com un inspector de policia cansat que finalment tanca el cas. De beure i fumar ho fan tots els interessats".
Philp French, escrivint a The Observer, va dir: "Aquesta pel·lícula negra rarament mostrada és el debut com a director genial i controlat de l'escriptor d'esquerres que va arribar a fer clàssics com All the King's Men [1949] i El vividor [1961]. "